# Karl Reitz (Politiker)
Karl Reitz (* 24. Januar 1887 in Dodenau; † 25. Oktober 1980) war ein hessischer Politiker (CDU) und ehemaliger Abgeordneter des Hessischen Landtags.
Karl Reitz besuchte die Volksschule, Fortbildungsschule und die Höhere Baugewerkschule und legte 1913 die Meisterprüfung ab. Ab 1919 war er Mitinhaber und Geschäftsführer einer Dampfziegelei und eines Dampfsägewerks. 1908 bis 1909 leistete er Militärdienst und war 1914 bis 1918 und 1939 bis 1944 Kriegsteilnehmer, zuletzt als Verbindungsoffizier.
Sowohl in der Zeit der Weimarer Republik als auch nach 1946 war er Mitglied in Gemeindevertretung und Kreistag. Vom 15. Juli 1946 bis zum 30. November 1946 war er Mitglied der Verfassungberatenden Landesversammlung Groß-Hessen und vom 1. Dezember 1946 bis zum 22. Oktober 1947 des Hessischen Landtags.